# Yakovlev Yak-42
Lo Yakovlev Yak-42 (in alfabeto cirillico Яковлев Як-42, nome in codice NATO Clobber) è un trimotore a getto di linea ad ala a freccia progettato dall'OKB 115 diretto da Aleksandr Sergeevič Jakovlev, sviluppato in Unione Sovietica negli anni settanta.

## Storia del progetto
Lo sviluppo del velivolo iniziò nel 1972 in seguito alla necessità di Aeroflot di disporre di un aereo con cui rimpiazzare i Tupolev Tu-134 che fosse in grado di decollare da piste corte e di trasportare 100-120 passeggeri su rotte di corto e medio raggio.
Un primo progetto prevedeva un allungamento dello Yak-40 equipaggiato con due turbofan a basso rapporto di bypass Solov'ëv D-30K; al fine di renderlo competitivo con i concorrenti occidentali venne ripensato dotato di tre turbofan ad alto rapporto di bypass Lotarev D-36. I primi quattro prototipi furono costruiti tra il 1974 e il 1976; il primo prototipo compì il suo primo volo il 7 marzo 1975. Nel 1977 l’aereo è stato presentato al Salone internazionale dell'aeronautica e dello spazio di Parigi-Le Bourget.
Il primo esemplare di serie lasciò lo stabilimento di Saratov il 26 aprile 1978; il modello venne certificato il 18 dicembre 1980 ed entrò in servizio il 22 del mese stesso su un volo tra Mosca-Vnukovo e Krasnodar. Nel 1981 è stata avviata la produzione delle versioni ML-1 e ML-2 (mezhdunarodnyye linii, servizi internazionali) dotate di avionica compatibile con servizi internazionali.
In seguito all’incidente del volo Aeroflot 8641 del 28 giugno 1982 l’aereo è stato messo a terra e la sua produzione sospesa; il bando è stato revocato nell’ottobre 1984.
Nel 1991, presso lo stabilimento di Saratov, è entrata in produzione la versione Yak-42D con capacità di combustibile aumentata di 3 100 l rispetto alla versione originale, che poteva essere aggiornata alla versione D. A dicembre 1992 Yakovlev ultimò l’assemblaggio di un prototipo, denominato Yak-42A, poi Yak-142, derivato dallo Yak-42D e dotato di avionica AlliedSignal; nel 1995 venne presentato al MAKS un secondo modello di Yak-142 dotato di interni VIP.
Lo Yak-42 è stato prodotto in 183 esemplari, 11 presso lo stabilimento di Smolensk (SmAZ) dal 1977 al 1981 e 172 presso lo stabilimento di Saratov (SAZ) dal 1978 al 2003.

## Tecnica
I quattro prototipi avevano caratteristiche differenti tra loro: il primo prototipo aveva un angolo di freccia di 11°, una cappottatura a proiettile (bullet fairing, una protuberanza in corrispondenza degli impennaggi che separa i campi di pressione di deriva e piani orizzontali), quattro uscite di emergenza posizionate in corrispondenza delle ali, il carrello principale con due ruote accoppiate per gambo; il secondo prototipo aveva una cabina modificata e una freccia alare di 23°, nuovi flaps e assenza di slats; il terzo prototipo aveva freccia alare di 23° e le ruote esterne del carrello principale carenate per migliorare l’aerodinamicità in volo; il quarto prototipo venne equipaggiato con un paracadute in quanto venne utilizzato per lo studio del comportamento del velivolo in caso di avvitamento. Il terzo prototipo costituì la base per lo sviluppo dei modelli di serie.

### Cellula
La struttura e i rivestimenti sono realizzati interamente in metallo. Il carrello principale si ritrae verso l’interno della fusoliera ed era dotato, sui prototipi, di due ruote per gambo, divenute quattro a partire dal sesto modello di serie.
I primi velivoli assemblati presso lo stabilimento di Saratov avevano due uscite di emergenza alari e una porta per lato, mentre la maggior parte della produzione disponeva di due porte e un’uscita di emergenza per lato; i modelli costruiti a Smolensk rispettavano la prima configurazione. In aggiunta agli accessi sulla fusoliera, lo Yak-42 era dotato di una scaletta collocata sotto la coda che svolgeva anche la funzione di punto di appoggio quando l'aereo era a terra.

### Superfici aerodinamiche
Gli aerei di produzione iniziale erano equipaggiati con plain flaps accoppiati a slat; i modelli successivi vennero equipaggiati con slotted flaps e slats disposti lungo tutto il bordo d’attacco. Sui modelli di serie le estremità alari vennero rastremate per ridurre la resistenza aerodinamica. I primi velivoli assemblati a Saratov e tutti quelli assemblati a Smolensk erano dotati di bullet fairing, mentre nella maggior parte dei modelli di produzione è stato sostituito da uno sbalzo.

### Motori
Lo Yak-42 è equipaggiato con tre turbofan ad alto rapporto di bypass Lotarev D-36 in grado di fornire una spinta al decollo di 63,74 kN. I motori 1 e 3 sono montati su piloni mentre il motore 2 è collocato nel retro della fusoliera e collegato alla presa d’aria tramite un condotto a S realizzato in fibra di vetro; nella parte posteriore della fusoliera è collocata anche la APU. I motori non sono dotati di inversori di spinta in quanto le basse velocità di atterraggio, prossime a 200 km/h, consentono all’aereo di arrestarsi in sicurezza utilizzando i freni del carrello e le superfici aerodinamiche; questa soluzione richiedeva la necessità di disporre di un rimorchiatore nelle fasi di pushback.
Il velivolo è dotato di tre serbatoi da 7 250 l ciascuno, due collocati nelle ali che alimentano i motori esterni e uno in fusoliera che alimenta il motore centrale e la APU.

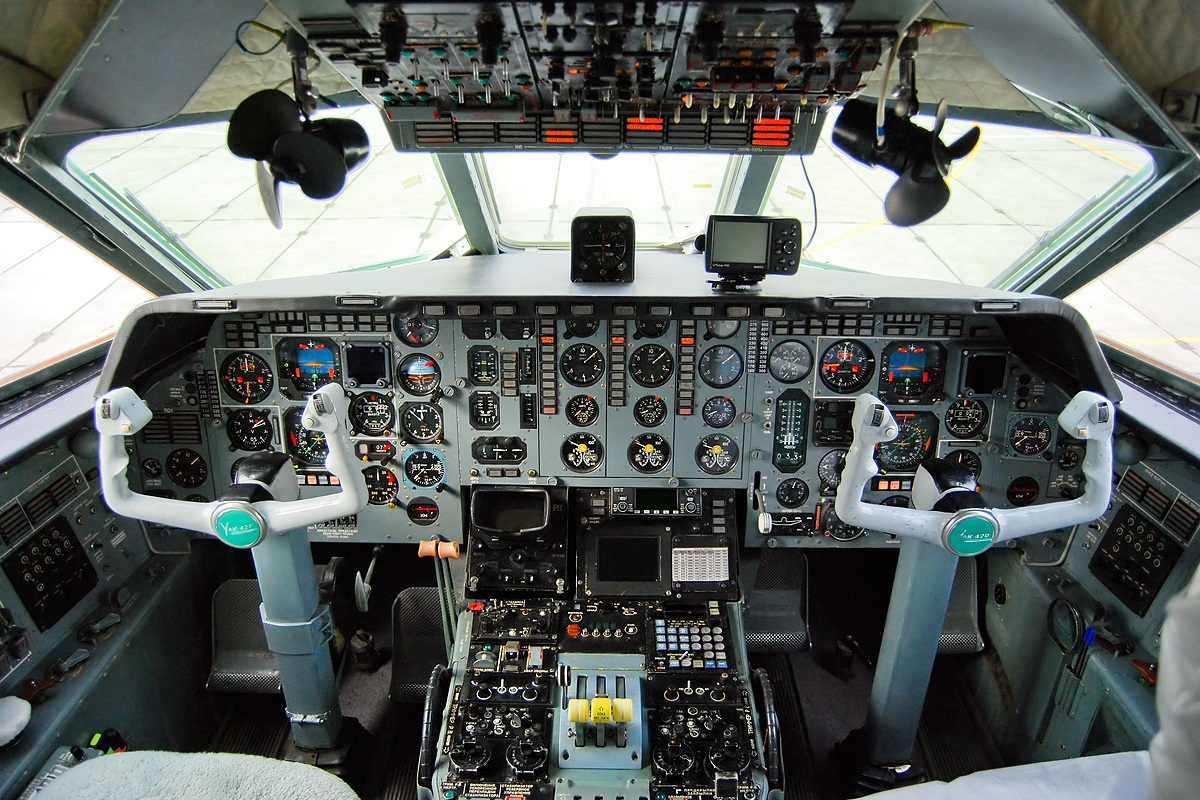
Cabina di pilotaggio di uno Yak-42D

### Impianti e sistemi
Le superfici di controllo dello Yak-42 sono mosse tramite un sistema di aste potenziato da amplificatori idraulici.
L’aereo è dotato di due sistemi idraulici, le cui pompe sono mosse dai motori 1 e 2, che controllano la ritrazione e l’estensione del carrello, dei flap e degli slat, l’apertura degli spoiler, l’impianto frenante e lo sterzo del carrello anteriore. L’impianto elettrico è costituito da un impianto principale trifase 115/208 V a 400 Hz e da due impianti secondari, uno in corrente continua a 27 V e uno in corrente alternata a 36 V 400 Hz; tre generatori sono mossi da ciascun motore e un generatore ausiliario è mosso dalla APU.

## Impiego operativo
I primi esemplari di Aeroflot potevano ospitare 120 passeggeri in configurazione 3+3 in classe unica, in seguito ridotti a 104, di cui 96 in classe economica e 8 in prima classe. Lo Yak-42ML entrò in servizio nel 1981 tra Leningrado e Helsinki. A causa dell'incidente del 1982 e del conseguente blocco della produzione l’aereo ha visto una diffusione limitata, arrivando a contare solo 183 esemplari prodotti sui 2000 previsti dall’OKB. In seguito all’ingresso nel mercato dello Yak-42D, l’aereo venne esportato a Cuba, in Macedonia, Iran, Pakistan e Cina.
Lo Yak-42D registrato RA-42441, in servizio per il ministero delle situazioni di emergenza, è stato convertito in posto di comando aereo per il coordinamento di operazioni di soccorso e per il trasporto di personale governativo e VIP; un altro Yak-42D, registrato RA42446, è stato operato da Vnukovo Airlines per conto della FAPSI fino al 2001, anno in cui l’aereo è stato integrato nell’EMERCOM. Un ulteriore Yak-42D, registrato RA-42440, è stato modificato da Myasishchev e convertito in laboratorio volante per il monitoraggio dell'atmosfera.

## Varianti

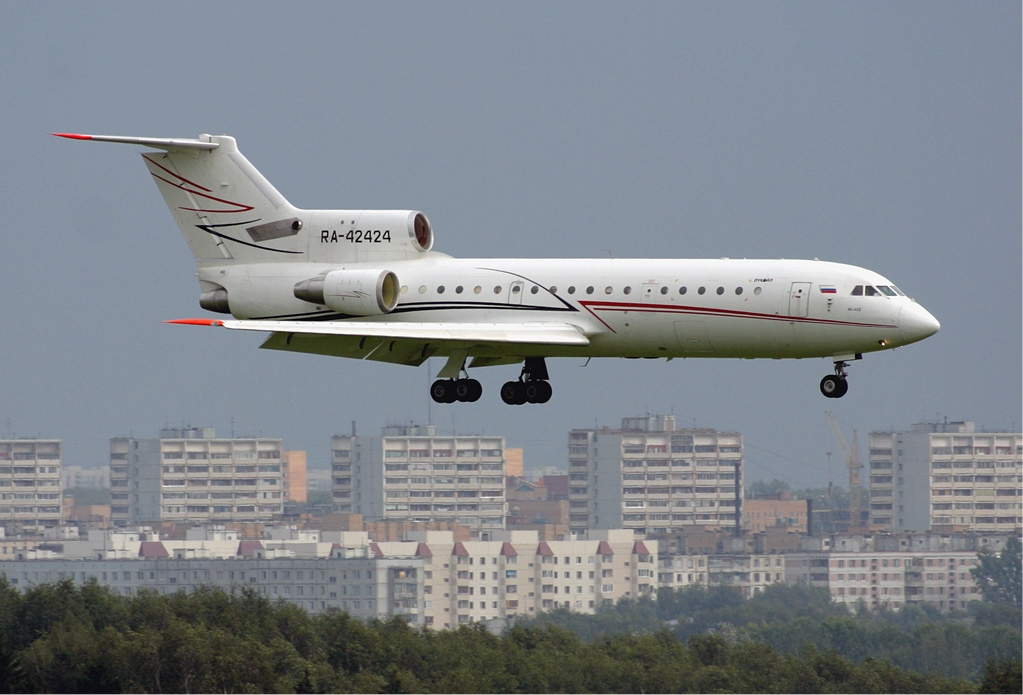
Yak-142 in servizio per LUKoil-Avia

Yak-42
versione originale.
Yak-42ML
versione prodotta per le rotte internazionali, che differiva solo per piccole attrezzature ed arredi particolari, comprese postazioni multilinguaggio per i passeggeri e per gli ingegneri di manutenzione. Questa versione è entrata in servizio nel luglio 1981 sulla rotta Leningrado-Helsinki.
Yak-42D
versione a lungo raggio dotata di serbatoi di combustibile addizionali posizionati nella parte centrale della fusoliera. A partire dal 1991 lo Yak-42D è diventato la versione standard della produzione in serie, prodotta a Saratov dalla neo-costituita Skorost Corporation; 105 dei 183 esemplari prodotti appartengono a questa versione.
Yak-42A
versione equipaggiata con avionica AlliedSignal, prototipo del successivo Yak-142.
Yak-42K
versione convertibile dotata di un portellone di carico mai realizzata.
Yak-42D-100
versione dello Yak-42D equipaggiata con avionica compatibile con il mercato internazionale.
Yak-142
versione dotata di avionica AlliedSignal, spoiler, una più ampia gamma di distensione dei flap e le porte passeggeri del lato sinistro allargate per risultare compatibili con i finger; inizialmente proposto al governo del Kazakistan, venne rifiutato e acquistato da LUKoil-Avia.
Yak-42B
versione proposta nel 1993 dotata di avionica Bendix/King.
Yak-42-200
versione mai prodotta con fusoliera allungata di 6,05 m.
Yak-42R
designazione attribuita alla conversione di tre esemplari, eseguita tra il 1986 ed il 1990, per prove di volo del radar destinato allo Yak-141.
Yak-42T
versione cargo mai realizzata caratterizzata da un’ala dritta, un portellone di carico posteriore dotato di rampa, un impennaggio a doppia deriva, dal motore centrale posizionato su un pilone sopra la fusoliera e dal carrello retraibile all'indietro in appositi vani esterni. I successivi progetti mostravano un carrello retrattile più convenzionale retrattile verso l'interno e la designazione venne cambiata in Yak-44, in seguito riutilizzata per un aereo diverso.
Yak-42F
nel 1991 l'esemplare RA-42644 venne attrezzato per missioni di indagine geofisica. L'equipaggiamento incluse sensori elettro-ottici ad alta definizione in grandi porzioni cilindriche sotto ciascuna ala appena fuori bordo del carrello ed una parte rotante posizionata sulla parte anteriore della fusoliera per permettere l'osservazione del terreno sottostante.
Yak-42LL

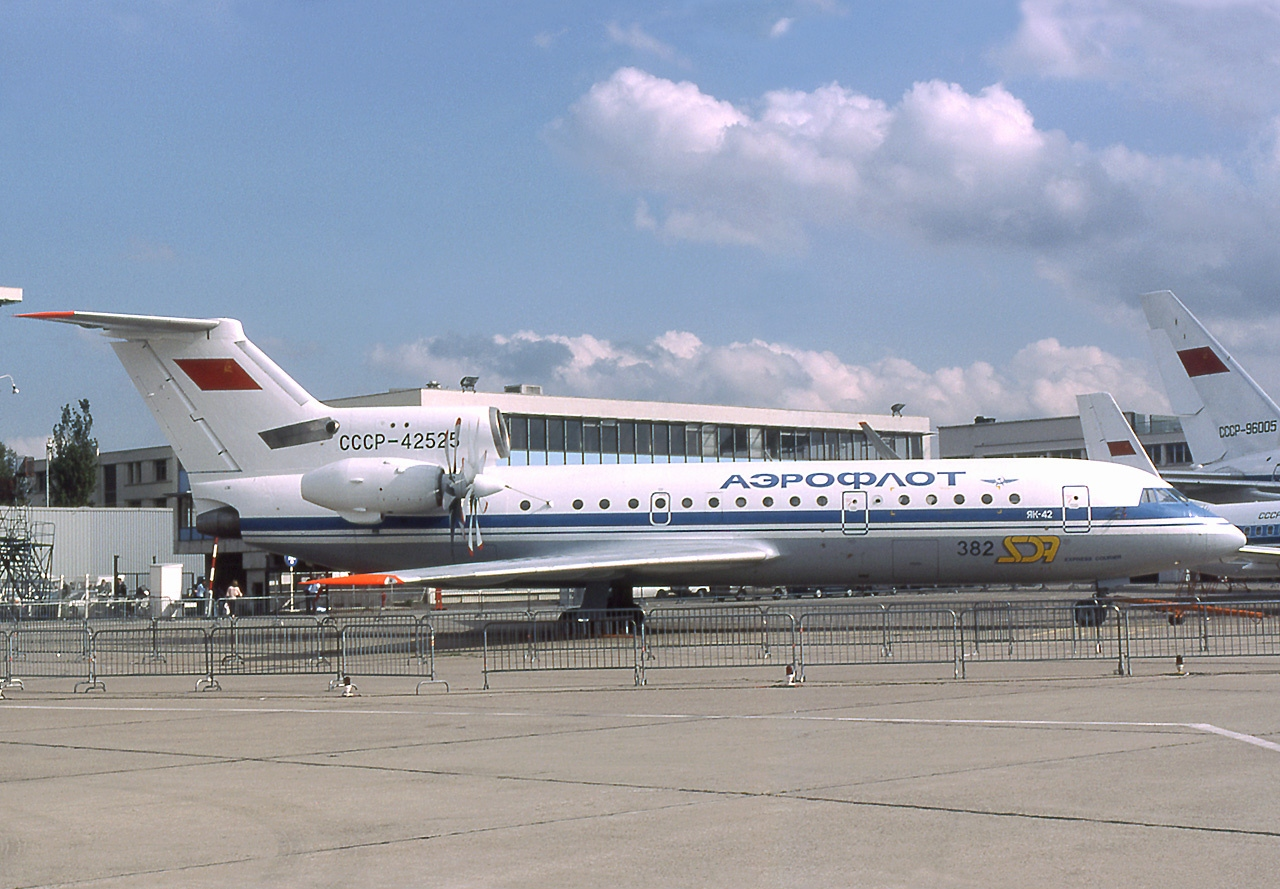
Yak-42E-LL al Salone di Le Bourget

Yak-42 RA-42525 convertito in banco di prova per il propfan Progress D-236, un derivato del turboventola D-36 normalmente usato nella versione di serie, in grado di fornire una potenza pari a 10 850 shp (8 090 kW). Il motore di prova venne montato al posto del motore 3 su un nuovo pilone, necessario per poter consentire l'impiego del complesso traente SV-36 formato da due eliche controrotanti da 4,2 m di diametro, con l'unità anteriore da otto pale e la posteriore da sei. Lo Yak-42LL volò per la prima volta il 15 marzo 1991 e venne esibito al pubblico al 39º Salone internazionale dell'aeronautica e dello spazio di Parigi-Le Bourget tre mesi più tardi con la designazione Yak-42E-LL.
Yak-42M
progetto per una versione allungata. Le modifiche riguardavano l'utilizzo dei turbofan Progress D-436, una capacità di combustibile incrementata, ali ridisegnate con profilo supercritico sviluppato in collaborazione con lo TsAGI, freccia di 25° e dotate di winglets, una fusoliera allungata di 4,62 m per portare la capacità a 156 posti a sedere per un peso massimo al decollo di 63 500 kg e dotato di glass cockpit e sistema fly-by-wire. Nel 1992 il progetto era stato completamente rivisto ed era arrivato a prevedere due dei tre D-436 montati sotto le ali, in configurazione analoga a quella del DC-10.
Yak-242
versione dotata di nuove ali con freccia di 27° e profilo supercritico, diametro della fusoliera di 4 m, priva della scaletta posteriore ed equipaggiata con due turbofan PS-90. Fu la prima versione sulla quale non era richiesta la presenza dell’ingegnere di volo/navigatore. L’immissione in servizio era prevista per il 1997, ma a causa di difficoltà finanziarie il progetto venne sospeso fino a che non venne riaperto come base per lo sviluppo dell’Irkut MS-21.

## Incidenti
- Il 28 giugno 1982 il volo Aeroflot 8641 è precipitato nei pressi di Mazyr in seguito alla perdita del controllo della coda causato dalla rottura a fatica della vite di alzata, causando la morte di tutti i 132 occupanti. In seguito a questo incidente l’aereo è stato interdetto al volo e la sua produzione interrotta fino a ottobre 1984.[7]
- Il 14 settembre 1990 il volo Aeroflot 8175 si è schiantato contro gli alberi a 1 700 m dalla pista dell’aeroporto di Sverdlovsk dopo che il pilota uscì dal sentiero di discesa uccidendo 4 occupanti su 129.[8]
- Il 31 luglio 1992 il volo China General Aviation 7552 non riuscì a decollare prima della fine della pista dall’aeroporto di Nanchino a causa di una errata configurazione dello stabilizzatore causando la morte di 107 di 126 occupanti.[9]
- Il 20 novembre 1993 il volo Avioimpex 110 si è schiantato contro le alture nei dintorni di Ocrida a causa dell’uscita dell’aereo da un percorso di riattaccata provocando 116 vittime.[9]
- Il 17 dicembre 1997 il Volo Aerosvit 241 si è schiantato sui monti della Pieria dopo che i piloti hanno seguito una rotta errata in seguito a una riattaccata, causando la morte dei 70 occupanti.[10]
- Il 25 dicembre 1999 il volo Cubana de Aviación 310 si è schiantato contro una collina nei pressi di Bejuma durante l’avvicinamento a Caracas uccidendo i 22 occupanti.[11]
- Il 26 maggio del 2003 il volo UM Airlines 4230, carico di 62 caschi blu spagnoli e di 13 uomini di equipaggio ucraini in viaggio dall'Afghanistan verso la Spagna si è schiantato contro una montagna avvolta nella nebbia nel nord-ovest della Turchia, causando la morte di tutti gli occupanti.[12]
- Il 7 settembre 2011 il volo Yak-Service 9633 che trasportava la squadra di hockey Lokomotiv Jaroslavl' a Minsk precipitò poco dopo il decollo da Jaroslavl' a causa di una serie di errori dei piloti, uccidendo 44 dei 45 occupanti.[13]

## Utilizzatori
A marzo 2021 risultano in servizio 27 Yak-42 con i seguenti operatori:
 Kazakistan
- Avia Zhainar (1)
- KazAirJet (2)
- Forza di difesa aerea della Repubblica del Kazakistan (1)

 Russia

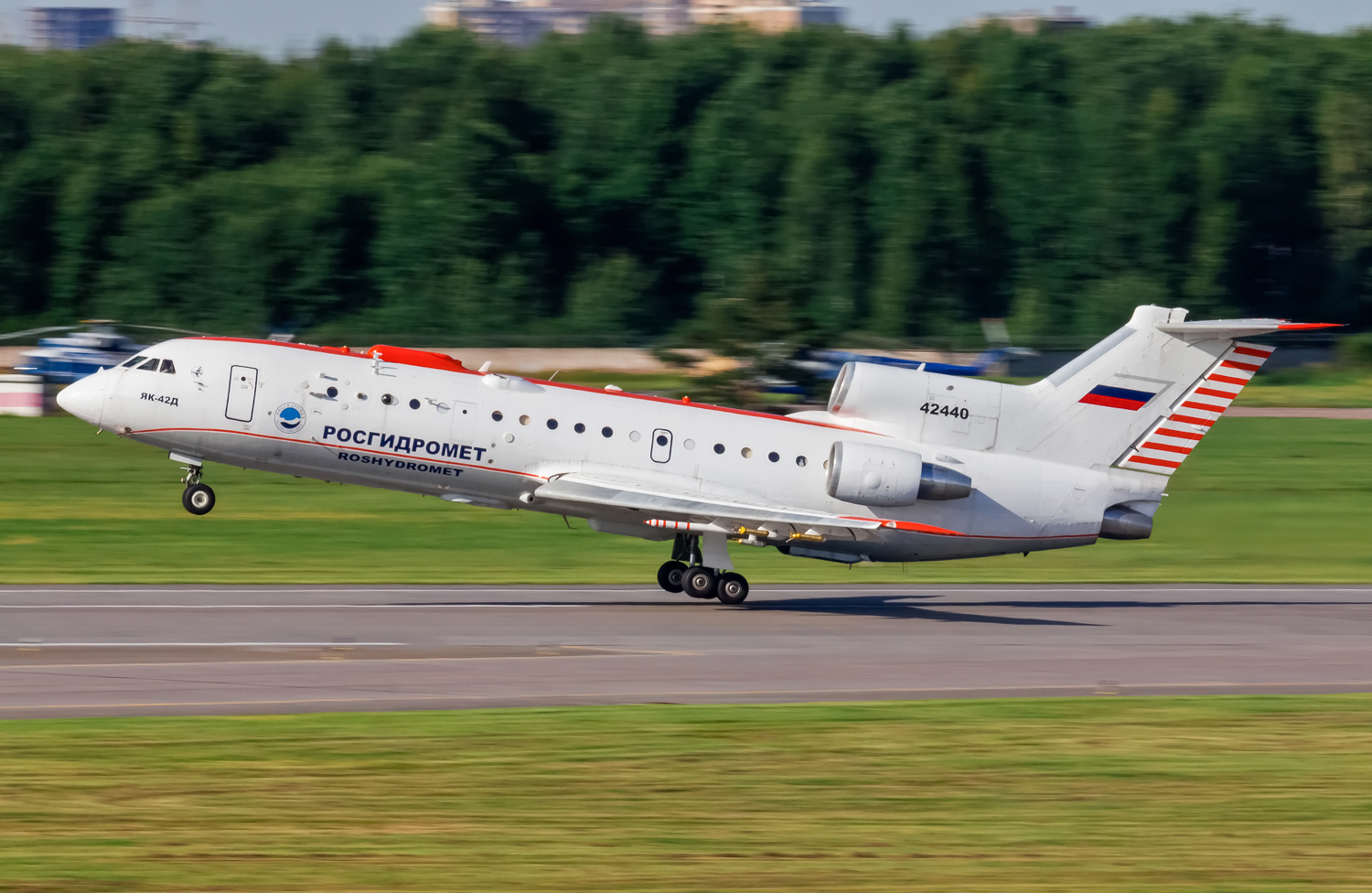
Yak-42D del SibNIA adibito a laboratorio volante gestito dal Servizio Federale dell'Idrometeorologia e Monitoraggio Ambientale (Roshydromet)

- Istituto Siberiano di Ricerca Scientifica dell'Aviazione Chaplygin (SibNIA) (1)
- Guardia Nazionale della Federazione Russa (1)
- Ižavia (6)
- Jet Express (1)
- KrasAvia (9)
- RusJet (1)
- Sirius-Aero (1)
- UTair Cargo (2)

 Somalia
- Halla Airlines (1)

### Precedenti operatori

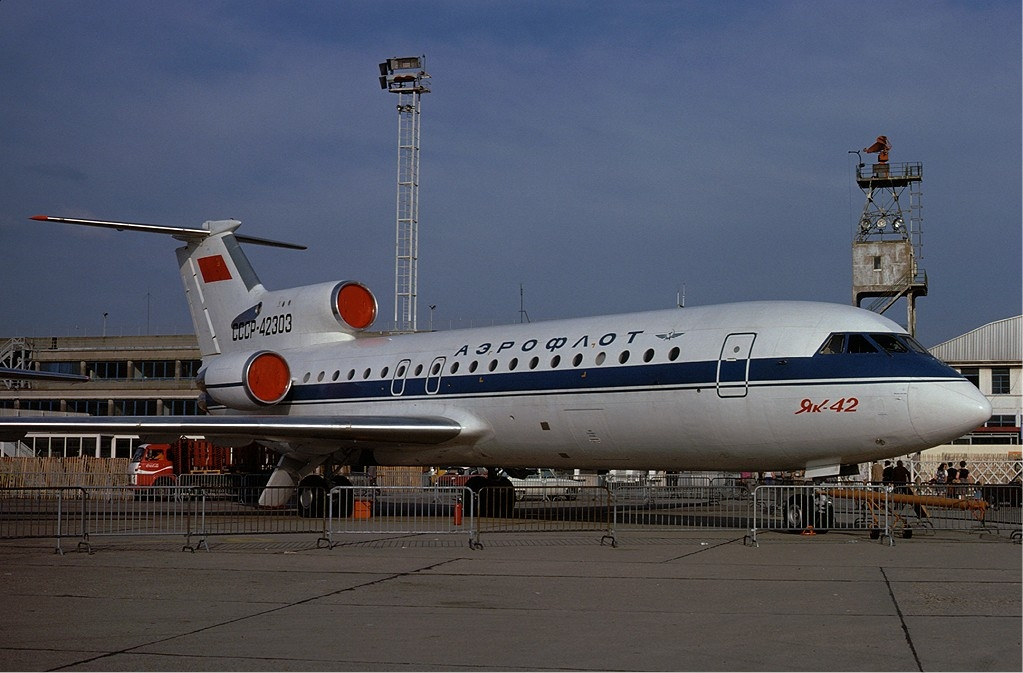
Lo Yak-42 marche CCCP-42303 della compagnia sovietica Aeroflot esposto al Salone di Parigi-Le Bourget nel 1977.

Armenia
- Armavia

 Cina
- China General Aviation
- Zhongguo Renmin Jiefangjun Haijun

2 Yak-42D in servizio dal 1989 al 2013.
 Cuba
- Cubana de Aviación

 Lituania
- Lithuanian Airlines

 Kazakistan
- GST Aero
- SCAT Airlines

 Iran
- Fars Air Qeshm

 Macedonia del Nord
- Avioimpex
- MAT Macedonian Airlines

 Moldavia
- Air Moldova

 Pakistan
- Bhoja Air

 Sudan
- Tarco Airlines

 Russia
- Aeroflot
- Aero Rent Airlines
- Air Volga
- Alania Airlines
- Astrakhan Airlines
- Bykovo Avia
- Centre-Avia
- Elbrus-Avia
- Gazpromavia
- Groznyj Avia
- Interavia Airlines
- Istituto di Ricerca sul Volo Gromov
- Jetalliance East (ex-Aeroflot-Plus)
- Karat Air
- Kuban Airlines
- LUKoil-Avia
- Ministero delle situazioni di emergenza
- Moskovia Airlines
- RusAir
- RusLine
- Saravia
- Tatarstan Airlines
- Tulpar Air
- VIM-Avia
- UHCAS
- Yak Service

 Turkmenistan
- Turkmenistan Airlines

 Ucraina
- Aerosvit
- Dniproavia
- Donbassaero
- Five Airways
- Lviv Airlines
- UM Airlines

 Unione Sovietica
- Aeroflot